# Tona Brown
Pour les articles homonymes, voir Brown.
Tona Brown (née le 30 décembre 1979) est une violoniste américaine, une mezzo-soprano et la première femme transgenre à se produire au Carnegie Hall. Elle est la première femme transgenre américaine à jouer pour un président américain, en 2014. 

## Formation
Tona Brown grandit en Virginie du Nord, elle commence à jouer du violon à l'âge de 10 ans. Elle fréquente la Governor's School for the Arts, un programme d'art secondaire destiné aux élèves doués et talentueux. Elle étudie ensuite au Conservatoire de musique de Shenandoah le violon mais aussi l'alto, le piano et la voix[réf. nécessaire].

## Carrière
Tona Brown est sélectionnée pour une tournée nationale avec le Tranny Road Show, un groupe multimédia d'artistes transgenres qui fait sa première tournée de la Floride au Canada en avril 2006. 
Elle fait ses premiers pas sur la scène musicale de Baltimore en 2011. La même année, elle est également choisie comme interprète pour les Out Music Awards 2011. 
Le 25 juin 2014, Tona Brown se produit au Weill Recital Hall du Carnegie Hall devant Barack Obama. 
En 2015, elle apparaît dans For Which We Stand, un long métrage documentaire mettant en vedette les artistes LGBT et hétéros. 

## Discographie
- This Is Who I Am (2012)